# Ischnus angulatus
Ischnus angulatus là một loài tò vò trong họ Ichneumonidae.